# 陳霽
陳霽（1465年—1539年），字子宇、子雨，號葦川，直隸蘇州府吳縣人，民籍，治《易經》，明朝政治人物。

## 生平
弘治八年（1495年）乙卯科應天府鄉試第二十二名舉人。弘治九年（1496年）聯捷丙辰科會試第二百八十五名，二甲第六十四名進士。考选庶吉士，十一年十月授编修，养病。十五年五月病愈至京，復除原职。劉瑾柄政，正德四年（1509年）五月以素行不谨令致仕。刘瑾死後復官，六年五月升右春坊右赞善兼翰林院编修，九年二月升南京翰林院侍讲学士，丁忧归。十二年四月服阕，改翰林院侍讲学士，八月任国子监祭酒，十三年四月被弹劾，乃乞养病归。嘉靖十八年（1539）卒，年七十五。有《玉堂集》、《归田稿》等。

## 家族
曾祖陳永昌；祖父陳範，恩例冠帶；父陳興，義民。母徐氏。